# سكوت بارتليت
سكوت بارتليت (بالإنجليزية: Scott Bartlett)‏ هو مخرج أمريكي، ولد في 1943، وتوفي في 29 سبتمبر 1990.

## وصلات خارجية
- سكوت بارتليت على موقع IMDb (الإنجليزية)
- سكوت بارتليت على موقع ألو سيني (الفرنسية)
- سكوت بارتليت على موقع أول موفي (الإنجليزية)
- سكوت بارتليت على موقع قاعدة بيانات الفيلم (الإنجليزية)
- سكوت بارتليت على موقع كينوبويسك (الروسية)